# Manfred Grätz (General)
Manfred Grätz (* 9. Januar 1935 in Altmittweida) ist ein ehemaliger deutscher Offizier und Politiker. Er war Stellvertreter des Ministers für Nationale Verteidigung der DDR und Chef des Hauptstabes der Nationalen Volksarmee.

## Leben
Der Sohn eines Arbeiters trat nach dem Abitur am 29. Dezember 1952 den bewaffneten Organen bei. Von 1952 bis 1954 besuchte Grätz als Offiziersschüler die Offiziersschule in Erfurt.
Nach Abschluss der Offiziersschule war er Stellvertreter des Stabschefs im Panzerregiment 14.
Den Besuch der Militärakademie in der UdSSR von 1955 bis 1959 schloss Manfred Grätz als Diplom-Militärwissenschaftler ab. Von 1961 bis zu seinem Besuch der Generalstabsakademie der UdSSR von 1971 bis 1973 diente er im Ministerium für Nationale Verteidigung.
Nach der Rückkehr aus der Sowjetunion diente Grätz als Stellvertreter des Kommandeurs und Chef des Stabes bei der 1. Mot.Schützen-Division in Potsdam. Dem schloss sich der Dienst als Kommandeur der 8. Mot.Schützen-Division in Schwerin von 1976 bis 1978 an.
Die Ernennung zum Generalmajor erhielt Manfred Grätz anlässlich des 30. Jahrestages der Gründung der Deutschen Demokratischen Republik am 7. Oktober 1979. Von 1982 bis 1986 war er Chef des Militärbezirks III (Leipzig). Während dieser Zeit wurde Grätz am 1. März 1984 zum Generalleutnant befördert. Von 1986 bis 1989 war er Nachfolger von Generaloberst Joachim Goldbach als Stellvertreter des Ministers für Nationale Verteidigung und als Chef der Rückwärtigen Dienste. Nach der Entlassung von Generaloberst Fritz Streletz am 31. Dezember 1989 wurde Manfred Grätz Chef des Hauptstabes unter Beibehaltung seiner Funktion als Stellvertreter des Ministers für Nationale Verteidigung.
Im Ministerium für Abrüstung und Verteidigung war er vom 18. April 1990 bis zum 15. September 1990 Chef des Hauptstabes der NVA. Am 30. September 1990 erfolgte seine Versetzung in den vorzeitigen Ruhestand.

## Verurteilung in den Mauerschützenprozessen
Als Beteiligter in den Mauerschützenprozessen wurde Manfred Grätz 1998 im gleichen Verfahren wie Horst Brünner, Wolfgang Herger und Heinz Tappert vom Berliner Landgericht wegen Beihilfe zum Totschlag zu einem Jahr und drei Monaten Freiheitsstrafe auf Bewährung verurteilt.

## Auszeichnungen
- 1985 Vaterländischer Verdienstorden in Bronze und 1988 in Silber
- Kampforden „Für Verdienste um Volk und Vaterland“ in Gold